# بول اولسون
بول اولسون (بالسويدية: Gunnar Olsson)‏ (و. 1935 – م) هو جغرافي، من السويد.

## مناصب وهيئات
أدار جامعة ستكهولم.